# Ceratium batavum
Ceratium batavum is een soort in de taxonomische indeling van de Myzozoa, een stam van microscopische parasitaire dieren. Het organisme komt uit het geslacht Ceratium en behoort tot de familie Ceratiaceae. Ceratium batavum werd in 1902 ontdekt door Gran.